# Walter Dukes
Walter F. Dukes (ur. 23 czerwca 1930 w Rochester, zm. w lutym 2001 w Detroit) – amerykański koszykarz, występujący na pozycji środkowego, uczestnik spotkań gwiazd NBA.

## Osiągnięcia
NCAA
- Mistrz turnieju NIT (1953)[1]
- MVP turnieju NIT (1953)[1]
- Zaliczony do I składu All-American (1953)
- Laureat nagrody – Haggerty Award (1953)[2]
- Rekordzista NCAA w łącznej liczbie zbiórek (734), uzyskanych w trakcie jednego sezonu (1952/53)[3][4]
- Uczelnia Seton Hall zastrzegła należący do niego numer 5[3]

NBA
- 2-krotny uczestnik NBA All-Star Game (1960, 1961)
- Lider ligi w liczbie:
  - fauli osobistych (1958 – 311, 1959 – 332)
  - dyskwalifikacji (1959–1962)

Inne
- Mistrz EPBL (1964)
- Wybrany do[5]:
  - Galerii Sław szkoły średniej Monroe County
  - Frontier Field Walk of Fame
  - Rochester – New York Section V Basketball Hall of Fame (2001)
  - Galerii Sław Sportu stanu New Jersey (2002)